# San Miguel Jaltocan
San Miguel Jaltocan är en ort i Mexiko, tillhörande kommunen Nextlalpan i delstaten Mexiko. San Miguel Jaltocan ligger i den centrala delen av landet och tillhör Mexico Citys storstadsområde. Orten hade 3 681 invånare vid folkmätningen 2010. 2020 hade antalet invånare ökat till 4 098.